# Аріарамн Перський
Аріарамн (давньоперс. اریارمنه Aryau-ramna; VII ст. до н. е.) — перський володар у 640—590 до н. е.

## Життєпис
Походив з династії Ахеменідів. Був сином царя Теіспа. Про його діяльність існують різні теорії. За однією з теорій він правив у Персії або Парсі, але після поразки від мідії вимушений був поступитися владою Киру II. Деякі дослідники вважають, що Аріарамн разом з братом Киром I або останній правив Парсумашем, а Аріарамн — Парсом. Проте для цього немає достатніх підстав. Більшість вчених вважає, що Аріарамн правив якоюсь частиною Персії (Парсу), бувши очільником якогось самостійного перського племінного об'єднання.
Відомий насамперед золотими табличками з його ім'ям, що було знайдено у м. Хамадан (стародавні Ектобани, столиця Мідії). З огляду на це висловлюється думка стосовно поразки персів на чолі із Аріарамном від мідійських військ. Також є згадка про Аріарамн у Бехустанському написі, де Дарій I називає його царем царів.
Наслідував Аріарамну його син Арсам.